# (149157) Stephencarr
(149157) Stephencarr est un astéroïde de la ceinture principale.

## Description
(149157) Stephencarr est un astéroïde de la ceinture principale. Il fut découvert le 20 mars 2002 à Kitt Peak par Marc William Buie. Il présente une orbite caractérisée par un demi-grand axe de 3,12 UA, une excentricité de 0,14 et une inclinaison de 4,1° par rapport à l'écliptique.